# Pseudophidiaster
Pseudophidiaster is een geslacht van zeesterren uit de familie Ophidiasteridae.				

## Soort
- Pseudophidiaster rhysus H.L. Clark, 1916